# Igor Fraga
Igor Fraga (Kanazawa, 26 settembre 1998) è un pilota automobilistico brasiliano con cittadinanza giapponese, attivo nella Super Formula.

## Biografia
Nato in Giappone da genitori brasiliani, parla quattro lingue: giapponese, portoghese, spagnolo e inglese. Dal 2020 entra nel programma Red Bull Junior Team

## Carriera

### Formule minori
Nel 2014 Esordisce in monoposto nel Campionato Paulista dove conclude al secondo posto. L'anno seguente partecipa alla Formula 3 Brazil Light con il team Prop Car Racing, conquista quattro vittorie e finisce al terzo posto in classifica.
Fraga continua nel campionato brasiliano e nel 2017 riesce a vincere la serie.

### Formula 3
Nel 2019 partecipa al campionato di Formula 3 regional europea con il team portoghese DR Formula. Dopo diversi podi arriva la sua prima vittoria in categoria in gara 3 del Red Bull Ring davanti a Enzo Fittipaldi, nel weekend a Imola conquista la pole e poi la vittoria in gara uno e finisce nelle altre due gare a podio. Nelle tre gare finale a Monza conquista tre pole che gli portano tre vittorie e un terzo posto. Chiude la stagione con 300 punti che lo portano al terzo posto dietro a Fittipaldi e del vincitore Frederik Vesti.
Nel 2020 passa al Campionato FIA di Formula 3 con il team Charouz Racing System. Non riesce a raggiungere ottimi risultati, arrivando a punti solo nella gara di Silverstone. Nelle due gare finali al Mugello il brasiliano era pronto a passare al team Hitech Grand Prix, ma salto tutto e rimase senza sedile. Chiude la stagione con un solo punto e il 24º posto in classifica. Nella stagione 2021 doveva partecipare al campionato con Hitech con cui ha preso parte ai test pre-stagionali ma in seguito il team sceglie altri piloti.

### Toyota Racing
Nel inverno del 2020 partecipa al campionato Formula Toyota, vince quattro gare e conquista nove podi in totale che lo portano al primo posto in classifica davanti a Liam Lawson.

### Corse in Giappone
Nel 2023 Fraga torna protagonista su pista correndo nella Super Formula Lights e nel Super GT – GT300. Nella serie propedeutica della Super Formula, il pilota brasiliano ottiene una vittoria sul Circuito di Sugo e durante la stagione ottiene altri sette podi chiudendo quarto in classifica. 
La stagione seguente primane nella Super GT – GT300 e diventa pilota di riserva del team PONOS Nakajima Racing in Super Formula.

## eSport
Nel 2017 partecipa al campionato Esports di Formula 1, nel 2018 ha partecipato alla serie inaugurale McLaren Shadow Project e ha vinto la serie, battendo in finale Nuno Pinto e Miguel Ballester. Sempre nel 2018 partecipa al Campionati Gran Turismo certificati FIA, si qualifica alla fase finale a Las Vegas dove finisce primo con tre vittorie, diventando il primo campione mondiale di Gran Turismo Sport.
Nel 2021 si qualifica per le Olympic virtual nella serie GT, dove rappresenterà il brasile.

## Risultati

### Riassunto della carriera
| Stagione | Serie                       | Team                           | Gare              | Vittorie          | Pole              | G.V               | Podio             | Punti             | Po.               |
| -------- | --------------------------- | ------------------------------ | ----------------- | ----------------- | ----------------- | ----------------- | ----------------- | ----------------- | ----------------- |
| 2015     | Formula 3 Brazil Light      | Prop Car Racing                | 16                | 4                 | 2                 | 4                 | 9                 | 117               | 3°                |
| 2016     | Formula 3 Brazil Light      | Prop Car Racing                | 4                 | 0                 | 0                 | 0                 | 1                 | 19                | 11°               |
| 2017     | Formula 3 Brazil Light      | Prop Car Racing                | 16                | 10                | 7                 | 7                 | 13                | 190               | 1°                |
| 2017–18  | NACAM Formula 4             | Prop Car Racing                | 18                | 6                 | 5                 | 7                 | 12                | 280               | 2°                |
| 2018     | U.S. F2000 National         | Exclusive Autosport            | 14                | 0                 | 0                 | 0                 | 3                 | 213               | 4°                |
| 2019     | Formula 3 Regional European | DR Formula by RP Motorsport    | 24                | 4                 | 4                 | 3                 | 11                | 300               | 3°                |
| 2020     | Toyota Racing Series        | M2 Competition                 | 15                | 4                 | 3                 | 3                 | 9                 | 362               | 1°                |
| 2020     | FIA Formula 3               | Charouz Racing System          | 16                | 0                 | 0                 | 0                 | 0                 | 1                 | 24°               |
| 2023     | Super Formula Lights        | B-Max Racing Team              | 18                | 1                 | 1                 | 1                 | 7                 | 62                | 4°                |
| 2023     | Super GT – GT300            | Anest Iwata Racing with Arnage | 8                 | 0                 | 0                 | 0                 | 0                 | 5                 | 23°               |
| 2024     | Super GT - GT300            | Arnage Racing                  | 2                 | 0                 | 0                 | 0                 | 0                 | 0*                |                   |
| 2024     | Super Formula               | PONOS Nakajima Racing          | Pilota di riserva | Pilota di riserva | Pilota di riserva | Pilota di riserva | Pilota di riserva | Pilota di riserva | Pilota di riserva |

* Stagione in corso.

### Formula Regional Europea
| Anno | Tean       | 1     | 2     | 3     | 4     | 5     | 6     | 7     | 8       | 9     | 10    | 11    | 12    | 13    | 14    | 15    | 16    | 17     | 18    | 19    | 20    | 21    | 22    | 23    | 24    | 25    | Punti | Pos. |
| ---- | ---------- | ----- | ----- | ----- | ----- | ----- | ----- | ----- | ------- | ----- | ----- | ----- | ----- | ----- | ----- | ----- | ----- | ------ | ----- | ----- | ----- | ----- | ----- | ----- | ----- | ----- | ----- | ---- |
| 2019 | DR Formula | LEC 3 | LEC 3 | LEC 7 | VLL 7 | VLL 8 | VLL C | HUN 5 | HUN DNS | HUN 4 | RBR 2 | RBR 9 | RBR 1 | IMO 1 | IMO 3 | IMO 2 | IMO 3 | CAT 10 | CAT 4 | CAT 7 | MUG 5 | MUG 5 | MUG 5 | MNZ 1 | MNZ 1 | MNZ 3 | 300   | 3°   |

### Risultati Formula 3
| Anno | Team                  | 1          | 2          | 3          | 4          | 5          | 6           | 7          | 8           | 9          | 10         | 11         | 12         | 13         | 14         | 15         | 16         | 17      | 18      | Punti | Pos |
| ---- | --------------------- | ---------- | ---------- | ---------- | ---------- | ---------- | ----------- | ---------- | ----------- | ---------- | ---------- | ---------- | ---------- | ---------- | ---------- | ---------- | ---------- | ------- | ------- | ----- | --- |
| 2020 | Charouz Racing System | RBR FEA 16 | RBR SPR 25 | RBR FEA 26 | RBR SPR 14 | HUN FEA 15 | HUN SPR Rit | SIL FEA 15 | SIL SPR Rit | SIL FEA 18 | SIL SPR 10 | CAT FEA 24 | CAT SPR 18 | SPA FEA 19 | SPA SPR 27 | MNZ FEA 24 | MNZ SPR 17 | MUG FEA | MUG SPR | 1     | 24º |

### Risultati in Super Formula Lights
(legenda) (Le gare in grassetto indicano la pole position) (Le gare in corsivo indicano Gpv)
| Anno | Team              | 1   | 2   | 3   | 4   | 5   | 6   | 7   | 8   | 9   | 10  | 11  | 12  | 13  | 14  | 15  | 16  | 17  | 18  | Punti | Pos. |
| ---- | ----------------- | --- | --- | --- | --- | --- | --- | --- | --- | --- | --- | --- | --- | --- | --- | --- | --- | --- | --- | ----- | ---- |
| 2023 | B-Max Racing Team | AUT | AUT | AUT | SUG | SUG | SUG | SUZ | SUZ | SUZ | FUJ | FUJ | FUJ | OKA | OKA | OKA | MOT | MOT | MOT | 62    | 4°   |
| 2023 | B-Max Racing Team | Rit | 4   | 7   | 2   | 6   | 1   | Rit | 9   | 7   | 8   | 4   | 8   | 2   | 2   | 2   | 3   | 2   | 4   | 62    | 4°   |